# Iglesia de la Asunción de Nuestra Señora (Urarte)
La iglesia de la Asunción de Nuestra Señora es un templo católico situado en el concejo de Urarte, en el municipio español de Bernedo.

## Descripción
El edificio se encuentra en el concejo alavés de Urarte, en la comunidad autónoma del País Vasco. Construido en el siglo XIII y con retablo renacentista del XVI, está protegido bajo la categoría de «zona de presunción arqueológica». Se menciona como iglesia parroquial del lugar en el Diccionario geográfico-estadístico-histórico de España y sus posesiones de Ultramar de Pascual Madoz, bajo la advocación de «la Asuncion», y se dice que a mediados del siglo XIX estaba «servida por 2 beneficiados». Décadas después, ya en el siglo XX, Vicente Vera y López vuelve a reseñarla en el tomo de la Geografía general del País Vasco-Navarro dedicado a Álava con las siguientes palabras: «Su parroquia, rural de primera clase, está dedicada á la Asunción de Nuestra Señora, y pertenece al arciprestazgo de Maestu».
Los registros sacramentales de bautismos, matrimonios y decesos generados por la parroquia de la Asunción de Nuestra Señora desde el siglo XV hasta el final del XIX se conservan con los del resto de iglesias de la provincia en el Archivo Histórico Diocesano de Vitoria, donde pueden consultarse.

### Archivo de la comunidad de montes de Izqui

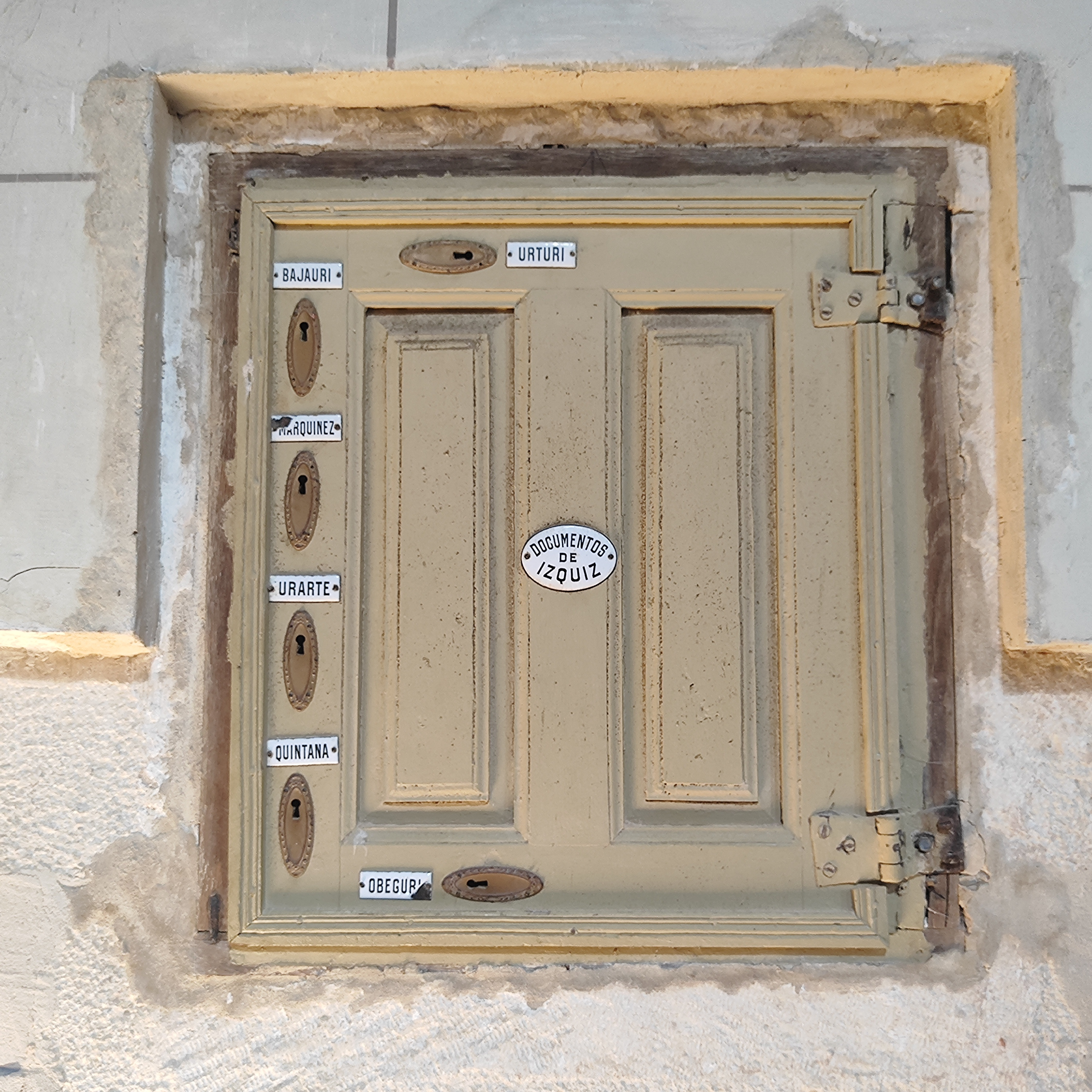
Archivo de la comunidad de montes de Izquiz

Desde 1713, la iglesia de Urarte conserva el archivo, con ordenanzas y demás documentación de la comunidad de los montes de Izqui, Ezquerran y Ascorri. Anualmente se visitan los archivos y se realiza una misa a la que asisten representantes de las localidades mancomunadas.